# Defkhan
Mustafa Hakan Dursun (Amsterdam, 24 september 1982), beter bekend onder zijn artiestennaam Defkhan, is een in Nederland geboren Turks-Duitse rapper en songwriter.

## Leven en carrière
Dursun werd op 24 september 1982 in Nederland geboren in een Turks gezin. Hij keerde met zijn gezin terug naar Turkije toen hij nog maar 14 dagen oud was. Hij volgde de lagere school in Turkije en kwam vervolgens met zijn gezin naar Duitsland. In 1998 stapte hij, met zijn interesse in breakdance, ook in het rapmuziekleven. Tijdens deze periodes nam de rapper met zijn vriendengroepen deel aan veel organisaties en verbeterde hij zichzelf. Hij richtte in 2003 de groep MissionUppercut op.
In 2007 bracht hij zijn eerste album 'AllElementz' uit. Hij zong in het begin in het Duits en schakelde later over op het Turks. Hij werd bekend met zijn album 'Hayatım Bir Battle' in 2011. Hij nam eerder deel aan het 'Susamam'-project van de Turkse rapper Şanışer, maar vertrok later. Dat maakte hij ook bekend op zijn Twitter-account. Later nam hij opnieuw deel aan het project.
Hij maakte duetten met rappers als Sagopa Kajmer, Şehinşah en Massaka. Defkhan trad op 21 januari 2023 op in de Volkswagen Arena in Istanbul. Hij bracht samen met Sagopa Kajmer een nummer uit genaamd 'IOnlarla Konuşuyorum'. Deel 2 van de serie 'Katliam' of Massaka. en 3. verscheen in de serie. In 2024 zong hij het nummer 'SixtyFour' in Red Bull 64 Bars.

## Discografie

### Albums
- Rap 7 EP (2020)
- Uppercut (2020)
- Beşdokuz (2019)
- Tam Kanak (2014)
- Hayatım bir Battle (2011)
- AllElementz (2007)

### Singles
- SixtyFour (Red Bull 64 Bars) (2024)
- Roketle (2024)
- Kalpten (2023)
- Turuncu Mavi (2023)
- Kapak Olsun (ft. Nellie, Fredo) (2023)
- Öte Yol Yok (ft. Velet) (2023)
- Onlarla Konuşuyorum (ft. Sagopa Kajmer) (2022)
- Kimsesiz Liman (ft. Çağan Şengül) (2022)
- No Risk No Fun (ft. Şehinşah) (2022)
- High Level (ft. Sir-Dav, Zmn) (2022)
- Parazit (2021)
- Yanılma (ft. Velet, 6iant) (2021)
- Alamanya (2020)
- Yağ Yağmur (ft. Melo) (2020)
- Yangın (ft. Esra) (2020)
- Benzeri Yok 3 (ft. Sir-Dav) (2020)
- Sonuna Kadar (ft. Melo) (2019)
- Mat (ft. Rota) (2018)
- Zamana Yenik (ft. Esra) (2018)
- Wissen Sie (2009)

- MusicBrainz: 05124c63-4951-42ab-bfd4-fe8dce899b7f